# Scopula mombasae
Scopula mombasae là một loài bướm đêm trong họ Geometridae.